# Erwin Wąsowicz
Erwin Wąsowicz (ur. 23 lutego 1944 w Groß Beuchow, zm. 30 marca 2022 w Złotnikach) – polski technolog żywności i żywienia, profesor nauk rolniczych i nauczyciel akademicki. Rektor Akademii Rolniczej im. Augusta Cieszkowskiego w Poznaniu (2002–2008) i Uniwersytetu Przyrodniczego w Poznaniu (2008).

## Życiorys
Był synem Erwina i Cecylii. Ukończył Technikum Chemiczne w Brzegu Dolnym. W 1968 został absolwentem Wydziału Technologii Rolno-Spożywczej Wyższej Szkoły Rolniczej w Poznaniu. W 1973 na podstawie rozprawy zatytułowanej Charakterystyka lotnych związków zapachowych w pieczarce dwuzarodnikowej, borowiku szlachetnym i niektórych pleśniach uzyskał stopień doktora nauk technicznych. Habilitował się w 1989, a w 1998 otrzymał tytuł profesora nauk rolniczych. Zawodowo związany z poznańską uczelnią rolniczą, w 2004 objął stanowisko profesora zwyczajnego. W pracy naukowej zajmował się m.in. badaniami nad izolacją oraz charakterystyką lotnych substancji zapachowych żywności, a także lotnych metabolitów grzybów i bakterii.
W 1997 został kierownikiem Zakładu Koncentratów Spożywczych w Instytucie Technologii Żywności Pochodzenia Roślinnego. W latach 1993–1996 był prodziekanem Wydziału Technologii Żywności, następnie do 2002 prorektorem ds. nauki. W latach 2002–2008 zajmował stanowisko rektora tej uczelni, w czasie jego drugiej kadencji w 2008 Akademia Rolnicza została przekształcona w Uniwersytet Przyrodniczy. Był przewodniczącym rady naukowej Centralnego Ośrodka Badawczo-Rozwojowego Aparatury Badawczej i Dydaktycznej „Cobrabid”, członkiem korespondentem i następnie członkiem rzeczywistym Polskiej Akademii Nauk, członkiem rad programowych czasopism „Rośliny Oleiste i Żywność” oraz „Nauka, Technologia, Jakość”,  a także przedstawicielem Polskiej Akademii Nauk w Radzie Kuratorów Fundacji Zakłady Kórnickie. Był też członkiem Komitetu Nauk o Żywności PAN.
Został pochowany na cmentarzu komunalnym w Bojadłach.

## Odznaczenia i wyróżnienia
Odznaczony Krzyżem Kawalerskim Orderu Odrodzenia Polski (2011) oraz Złotym i Brązowym Krzyżem Zasługi.
W 2017 został doktorem honoris causa SGGW.